# Adrian Câciu
Adrian Câciu (n. 20 februarie 1974, București, România) este un economist și politician român. A fost ministru al Ministerulului Investitiilor și Proiectelor Europene în Guvernul Marcel  Ciolacu, și membru al Partidului Social Democrat (PSD). O analiză din iunie 2025, realizată de Europa Liberă, relevă că el s‑a aflat printre cei 17 parlamentari care dețin proprietăți în București sau județul Ilfov și care, în același timp, încasau chirii de la stat.
Înainte de a ajunge ministrul al finanțelor publice a fost membru al asociației masonice Marea Lojă Națională a României.